# Tournée de l'équipe de France de rugby à XV en 1968
La tournée de l'équipe de France de rugby à XV de 1968 se déroule en Nouvelle-Zélande et en Australie en juillet et août 1968.
Les Français jouent quatorze matchs, douze en Nouvelle-Zélande, puis deux en Australie. Ils disputent quatre test matchs, trois contre la Nouvelle-Zélande et un contre l'Australie.
L'équipe de France perd les quatre test matchs contre la Nouvelle-Zélande et l'Australie. Au total, elle remporte neuf des quatorze matchs sur l'ensemble de la tournée.

## Résultats
Lors des tournées, seuls les matchs disputés contre une équipe nationale sont officiellement enregistrés en tant que test match, et joués à ce titre par l'équipe de France. Les autres rencontres sont quant à elles jouées par la sélection « France XV », contre des équipes provinciales néo-zélandaises de l'île du Sud (Marlborough, Otago, Southland), de l'île du Nord (Taranaki, Hawke's Bay, Manawatu, King Country, North Auckland, Waikato), puis contre une équipe territoriale australienne (Queensland) ; bien que les joueurs soient les mêmes que ceux de l'équipe de France, aucune cape internationale n'est décernée pour les joueurs français y participant.
| Date            | Lieu                                                  | Hôte             | Score   | Équipe en tournée |
| --------------- | ----------------------------------------------------- | ---------------- | ------- | ----------------- |
| 3 juillet 1968  | Lansdowne Park (en), Blenheim — Nouvelle-Zélande      | Marlborough      | 24 - 19 | France XV         |
| 6 juillet 1968  | Carisbrook, Dunedin — Nouvelle-Zélande                | Otago            | 6 - 12  | France XV         |
| 9 juillet 1968  | Rugby Park, Invercargill — Nouvelle-Zélande           | Southland        | 6 - 8   | France XV         |
| 13 juillet 1968 | Lancaster Park, Christchurch — Nouvelle-Zélande       | Nouvelle-Zélande | 12 - 9  | France            |
| 17 juillet 1968 | Rugby Park, New Plymouth — Nouvelle-Zélande           | Taranaki         | 6 - 21  | France XV         |
| 20 juillet 1968 | McLean Park, Napier — Nouvelle-Zélande                | Hawke's Bay      | 12 - 16 | France XV         |
| 23 juillet 1968 | Showgrounds Oval, Palmerston North — Nouvelle-Zélande | Manawatu         | 3 - 8   | France XV         |
| 27 juillet 1968 | Athletic Park, Wellington — Nouvelle-Zélande          | Nouvelle-Zélande | 9 - 3   | France            |
| 31 juillet 1968 | Taumarunui Domain, Taumarunui — Nouvelle-Zélande      | King Country     | 9 - 23  | France XV         |
| 3 août 1968     | Okara Park, Whangarei — Nouvelle-Zélande              | North Auckland   | 6 - 10  | France XV         |
| 6 août 1968     | Hamilton — Nouvelle-Zélande                           | Waikato          | 8 - 13  | France XV         |
| 10 août 1968    | Eden Park, Auckland — Nouvelle-Zélande                | Nouvelle-Zélande | 19 - 12 | France            |
| 14 août 1968    | Ballymore Stadium, Brisbane — Australie               | Queensland       | 11 - 31 | France XV         |
| 17 août 1968    | Sydney Cricket Ground, Sydney — Australie             | Australie        | 11 - 10 | France            |